# Bernie Williams (giocatore di baseball)
Bernabé Williams Figueroa Jr., più noto come Bernie Williams (San Juan, 13 settembre 1968), è un ex giocatore di baseball portoricano, esterno dei New York Yankees dal 1991 al 2006. Dopo il termine della carriera sportiva, incise alcuni album di musica jazz.